# Ayuntamiento de Dallas
El Ayuntamiento de Dallas (en inglés: Dallas City Hall) es la sede del gobierno municipal de la ciudad de Dallas, Texas, Estados Unidos. Se encuentra en el 1500 de Marilla Street en el Government District de Downtown Dallas. El edificio actual, que es el quinto ayuntamiento de la ciudad, se completó en 1978 y sustituyó al Dallas Municipal Building.

## Historia

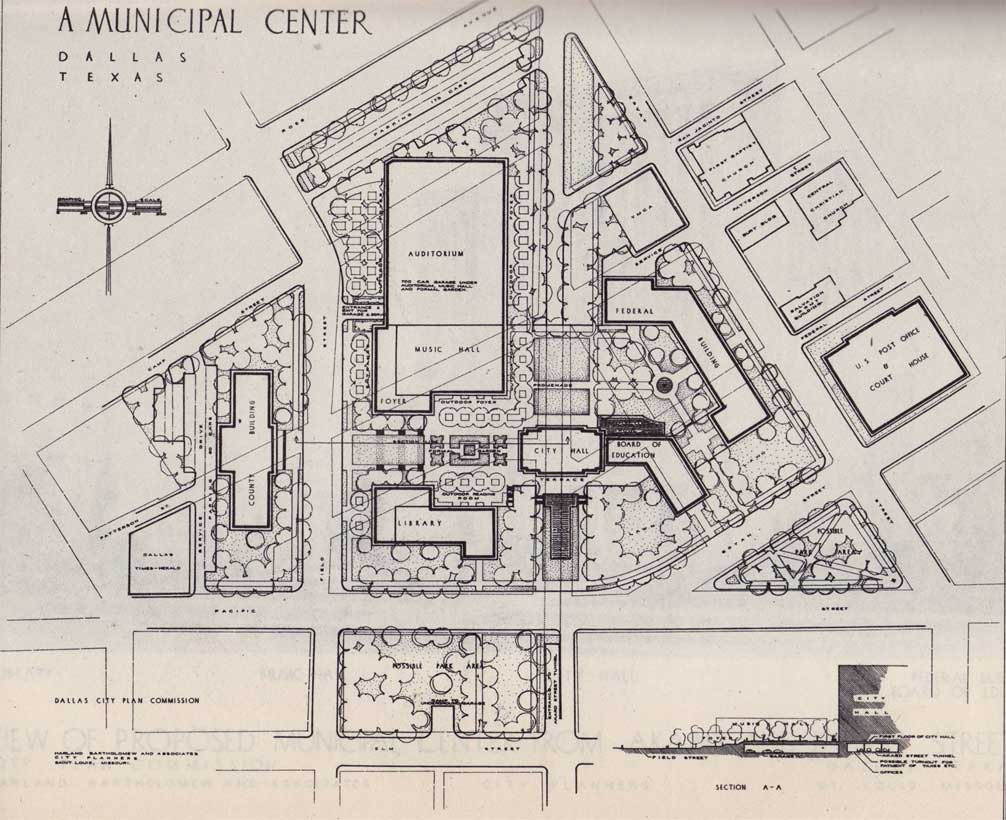
Los proyectos de 1946 contemplaban un grandioso centro municipal de estilo Beaux Arts en Downtown Dallas.

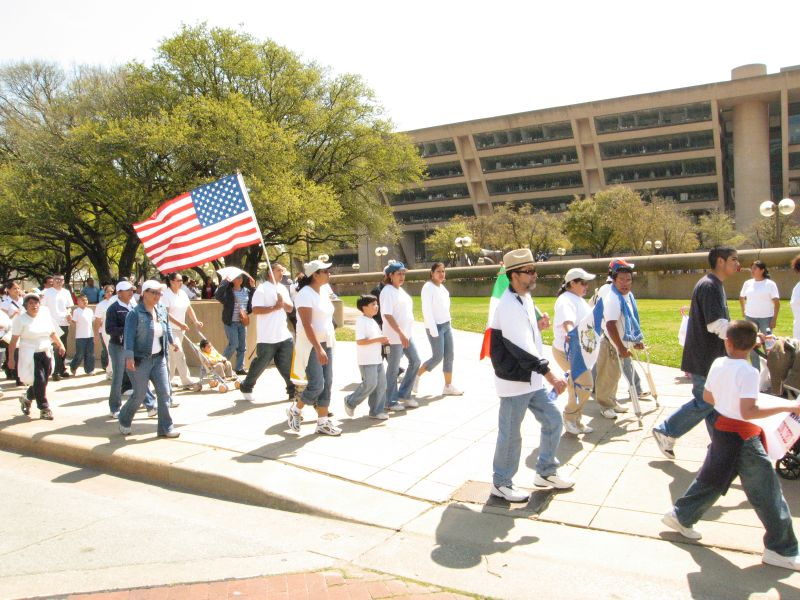
Una manifestación en City Hall Plaza.

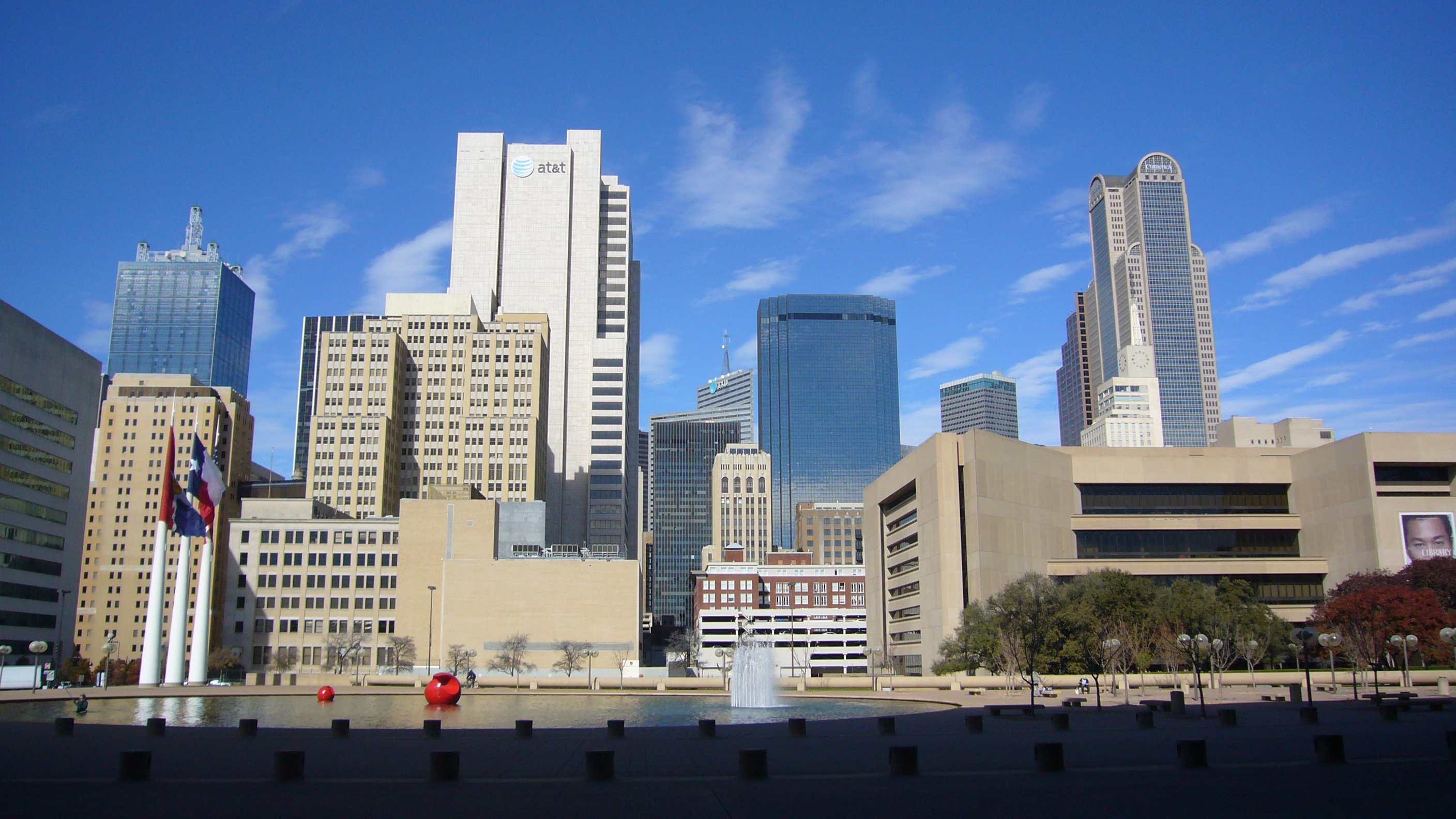
Vista de Dowtown Dallas desde el Ayuntamiento.

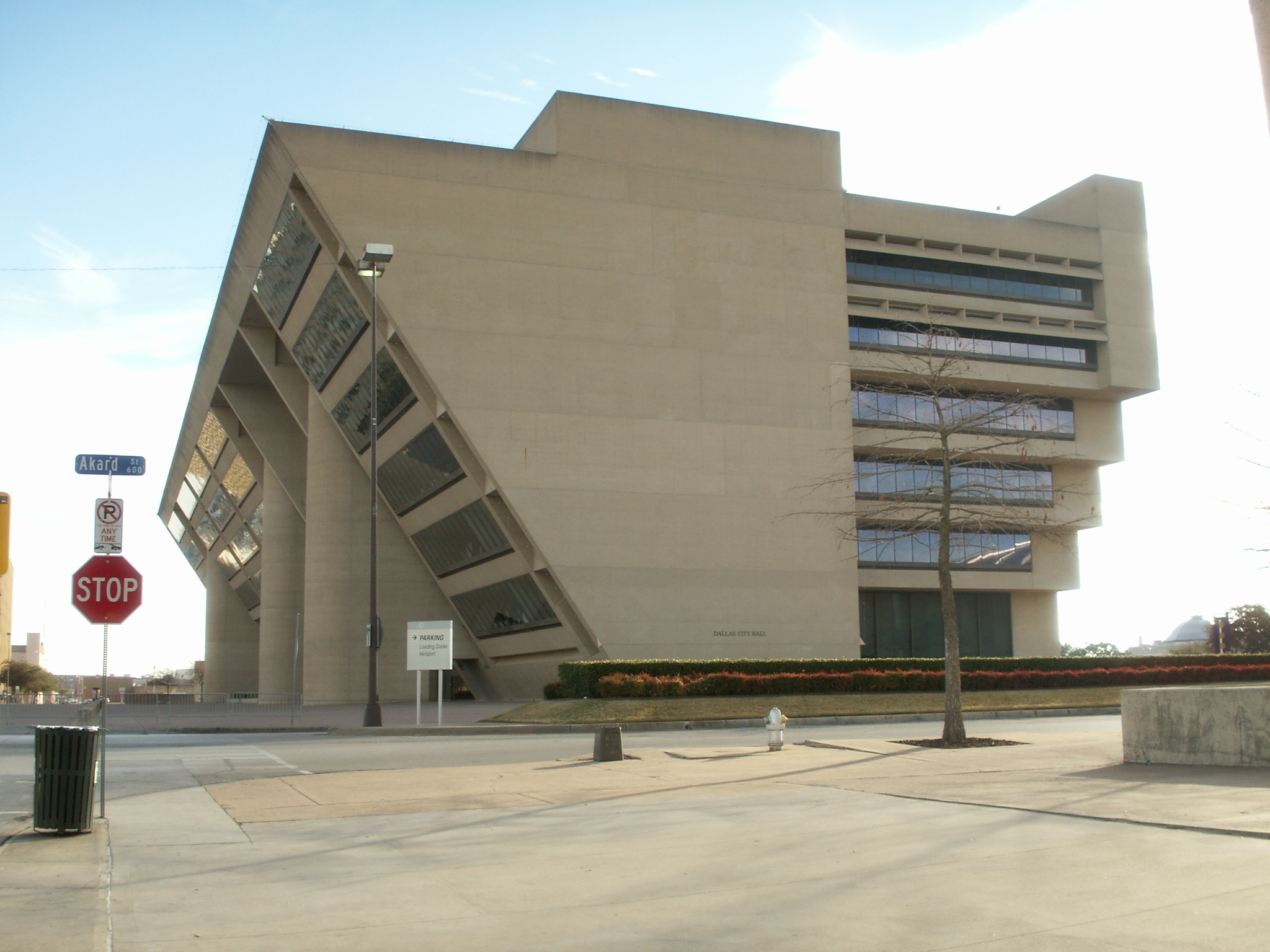
Vista lateral del Ayuntamiento.

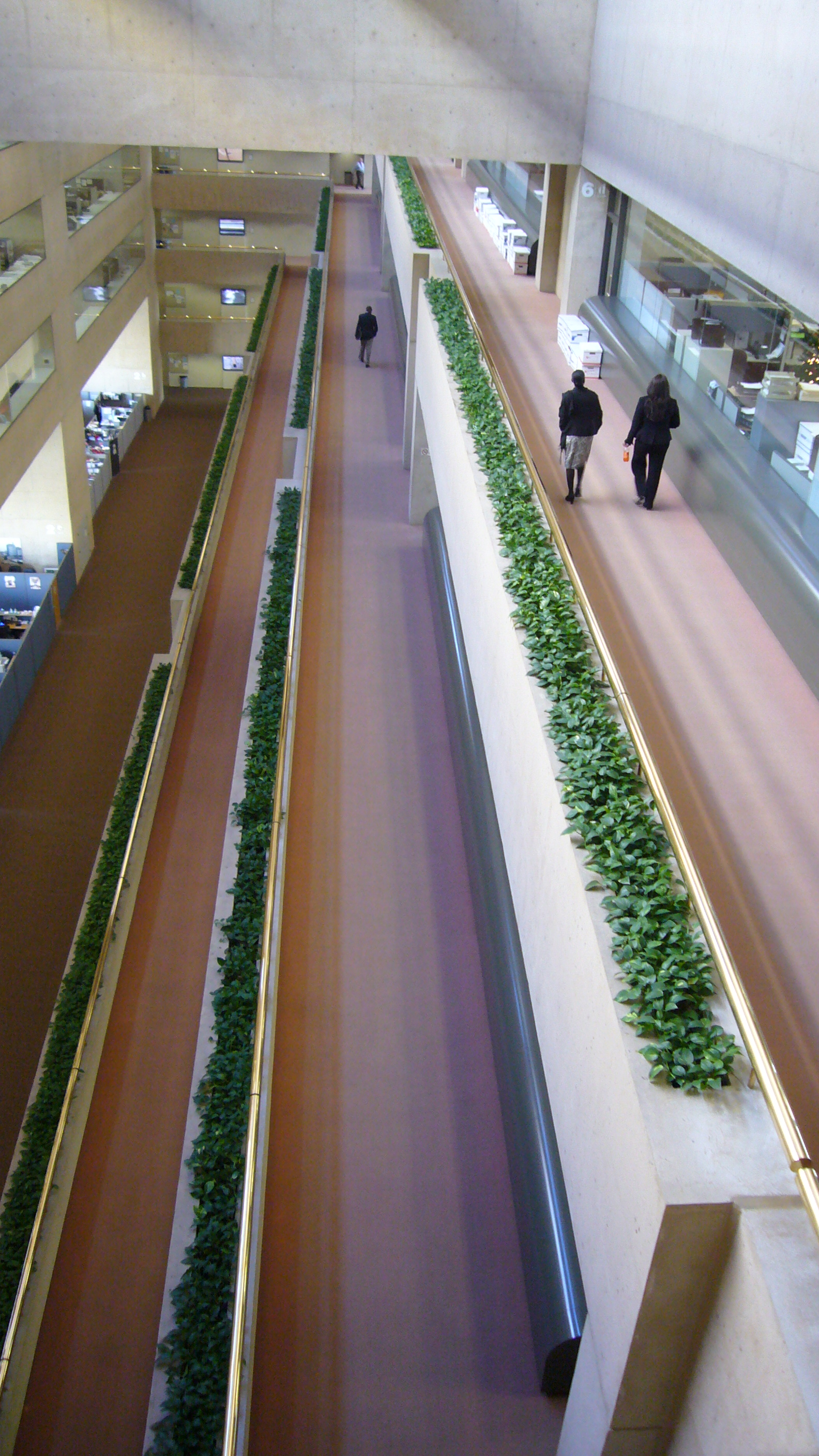
Los pasillos interiores del Ayuntamiento.

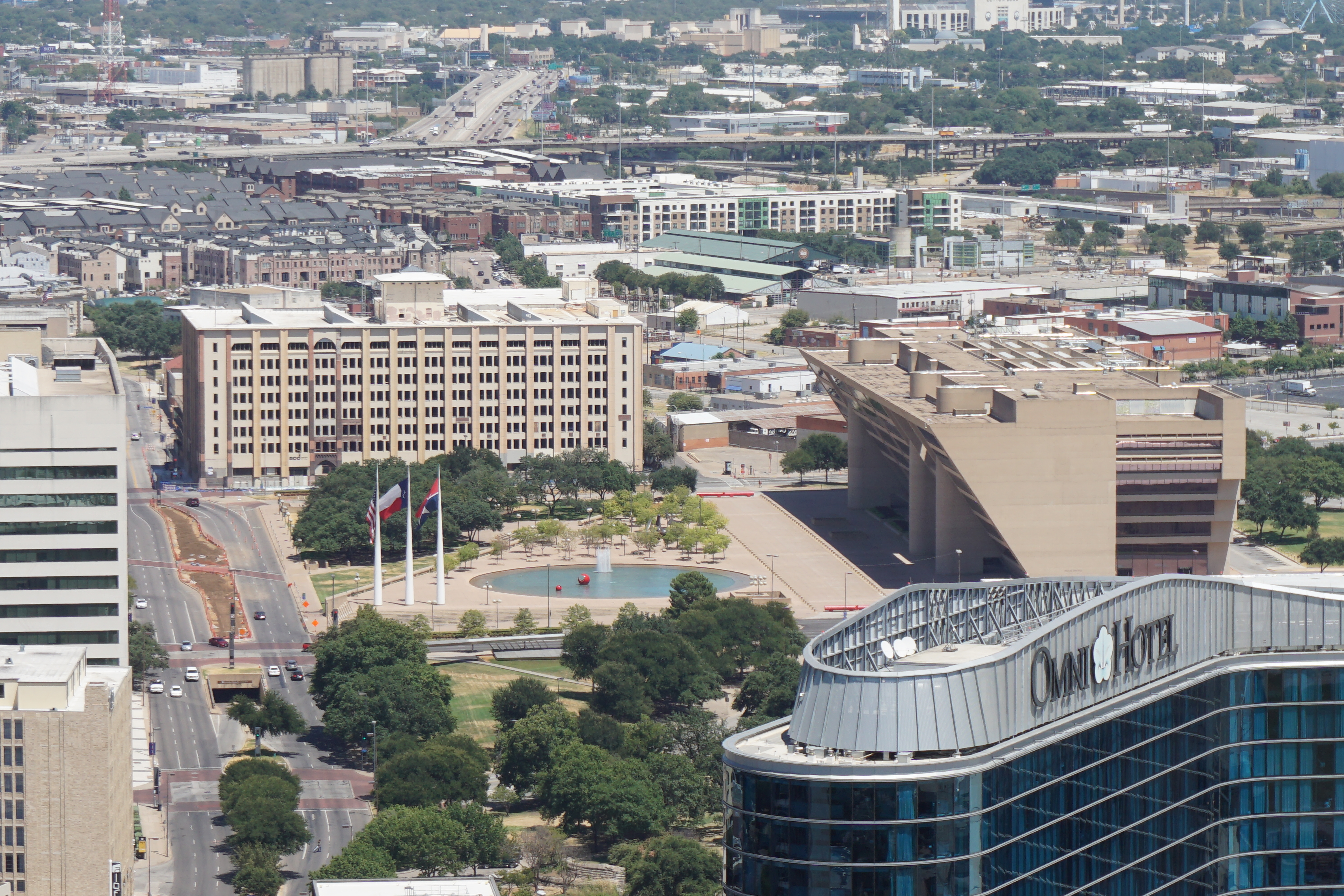
Vista del Ayuntamiento desde la Reunion Tower.

La idea del gobierno municipal de Dallas de construir un nuevo centro municipal surgió cuando los consultores de urbanismo Harland Bartholomew & Associates presentaron sus ideas en 1944. La idea era trasladarse del Dallas Municipal Building a un grandioso complejo de estilo Beaux Arts que albergaría oficinas de la ciudad y federales, un centro de convenciones e instalaciones culturales. Se plantearon dos parcelas de Downtown para su construcción: una al norte, centrada en torno a Federal Street y Akard Street, y otra al sur, centrada en torno a Young Street. El proyecto continuó hasta que las estimaciones de costes asustaron a los líderes de la ciudad y el proyecto fue archivado, aunque el ayuntamiento compró los terrenos de la parcela sur para su uso futuro.
El asesinato de John F. Kennedy en 1963 volvió al mundo en contra de la ciudad de Dallas, que recibió el apodo de «ciudad del odio». El alcalde de Dallas Erik Jonsson consideró como una prioridad reinventar la imagen de la ciudad, y lanzó el programa «Objetivos para Dallas» (Goals for Dallas) para conseguirlo. Uno de estos objetivos, «diseño de la ciudad», se resumía con la siguiente afirmación: «Exigimos una ciudad bonita y funcional que favorezca la calidad de vida de todos sus habitantes». Este fue el inicio del movimiento para crear un nuevo ayuntamiento y centro municipal.
La planificación del nuevo centro municipal empezó en 1964, cuando el ayuntamiento nombró un comité para que seleccionara una ubicación apropiada para las nuevas oficinas de la administración municipal. El alcalde estaba muy implicado en el proyecto, y un comité de ciudadanos notables escogió a I.M. Pei para que diseñara el nuevo edificio.
La construcción empezó el 26 de junio de 1972 bajo la dirección de Pei y del contratista Robert E. McKee. El proyecto se realizó en tres fases. La ciudad aceptó las zonas de aparcamiento en noviembre de 1974; la Park Plaza en mayo de 1976; y el edificio en diciembre de 1977. El coste del diseño y la construcción de todo el complejo fue de más de 70 millones de dólares. Surgieron controversias sobre los sobrecostes (el coste estimado inicialmente era de 42.2 millones de dólares) y cuestiones estéticas (¿era demasiado vanguardista?), aunque la mayor parte de los problemas fueron solucionados y las obras siguieron hasta su finalización.
La primera reunión del consejo municipal de Dallas en el edificio se celebró en la City Council Chamber el 1 de febrero de 1978, y complejo fue inaugurado oficialmente el 12 de marzo de 1978.

## Diseño
Cuando diseñas un ayuntamiento, tiene que transmitir una imagen del pueblo, y este tenía que representar al pueblo de Dallas... Todas las personas que conocí —ricas y pobres, poderosas y no tan poderosas— estaban muy orgullosas de su ciudad. Consideraban que Dallas era la mejor ciudad que había, y yo no podía decepcionarlos.
—I.M. Pei

El diseño de I.M. Pei, una pirámide invertida de estilo moderno, es el resultado de las necesidades de espacio del gobierno de la ciudad. Las zonas públicas y los servicios a los ciudadanos necesitaban mucho menos espacio que las oficinas, por lo que el arquitecto hizo que sobresalieran las plantas más altas para que fueran más grandes que los espacios públicos situados en las plantas más bajas. El edificio tiene una inclinación de 34°, y cada una de sus siete plantas tiene tres metros más de anchura que la inferior. Esta fachada inclinada interactúa con los edificios puesto que está orientada hacia el Downtown y proporciona protección ante el tiempo y el sol de Texas. Los sótanos son considerablemente más grandes que la superficie aparente del edificio por encima del nivel del suelo, y se extienden más allá de la fachada inclinada. La cubierta en voladizo tiene 61 metros de anchura, la planta baja 38.4 metros y el sótano 70.1 metros.
Después de que el alcalde Jonsson reaccionara ante la aparente pesadez de la parte superior del edificio, se añadieron tres pilares cilíndricos que parecen sostener la estructura y contienen escaleras que habían sido escondidas en el diseño original. Estos pilares solo proporcionan apoyo visual y no soportan la carga del edificio.
Pei también convenció al ayuntamiento para que comprara otras dos hectáreas de terreno frente al edificio para que sirvieran como plaza y zona de contemplación de su grandioso edificio público. Bajo la plaza se construyó un aparcamiento con capacidad para 1325 coches, y el ingreso extra que proporcionó ayudó a financiar la construcción del edificio.
Como material principal se escogió un hormigón de color beige; su color se parecía a los tonos de la tierra de la zona. Dado que el hormigón era el material principal tanto de la estructura como del acabado, se prestó mucha atención a cada aspecto de su mezcla y colocación.
El diseño del Ayuntamiento de Dallas inspiró al edificio de la J. Erik Jonsson Central Library, situado al otro lado de la calle. Mientras las plantas superiores del ayuntamiento están orientadas hacia Marilla Street, las plantas superiores de la Central Library están orientadas hacia fuera de la calle y del Ayuntamiento.
El edificio aparece en las películas de RoboCop de los años ochenta como la sede de la empresa OCP; se usaron efectos especiales para que el edificio pareciera más alto de lo que es en realidad.

## Instalaciones
- El Ayuntamiento contenía mil cuatrocientas estaciones de trabajo cuando fue inaugurado en 1978. Tenía pocas paredes desde el suelo hasta el techo, y usaba en su lugar particiones de 1.5, 1.8 y 2.1 metros de altura para crear oficinas separadas. La ausencia de paredes permitía que los empleados y los visitantes tuvieran vistas de las ventanas desde todas las zonas del edificio.
- La segunda planta del Ayuntamiento de Dallas es denominada la Great Court debido a su longitud, 76 metros, y su altura ininterrumpida hasta el techo, a unos 30 metros por encima.
- La Park Plaza tiene dos manzanas de longitud y una manzana de anchura y está rodeada por las calles Young, Ervay, Marilla y Akard. Contiene una piscina reflectante de 55 metros de diámetro, una fuente de altura variable, bancos y tres características banderas de 26 m de altura. Está ajardinada con árboles nativos de Texas: encinas y robles rojos. La piscina reflectante contiene grandes esculturas flotantes diseñadas por la artista Marta Pan.
- En la plaza hay una escultura de tres piezas de 5 m de altura y 7 m de anchura titulada The Dallas Piece y diseñada por Henry Moore, que recuerda a las vértebras.
- Recientemente se añadió al ayuntamiento un vanguardista centro de conferencias que contiene un auditorio de 156 asientos y tres salas de conferencias.
- En el tercer sótano se construyó un túnel y una estación para un futuro sistema de metro, por debajo del aparcamiento y de Marilla Street. Este túnel ha permanecido sin uso pero se ha considerado su uso para la segunda ruta de tren ligero del DART a través de Downtown Dallas.